# 埃克塞尔蒙
埃克塞尔蒙（法語：Exermont，法語發音：[ɛɡzɛʁmɔ̃]）是法国大東部大區阿登省的一个市镇，属于武济耶区。

## 地理
埃克塞尔蒙（49°17'41"N, 5°0'22"E）面积18.29 平方千米，位于法国大東部大區阿登省，该省份为法国北部内陆省份，西接埃纳省，南至马恩省，东临默兹省，北与比利时接壤。
与埃克塞尔蒙接壤的市镇（或旧市镇、城区）包括：阿普勒蒙、沙泰勒谢埃里、弗莱维尔、朗德尔和圣乔治、索姆朗斯、博尔尼、谢尔日苏蒙福孔、埃皮农维尔、阿戈讷地区热讷、罗马涅苏蒙福孔。

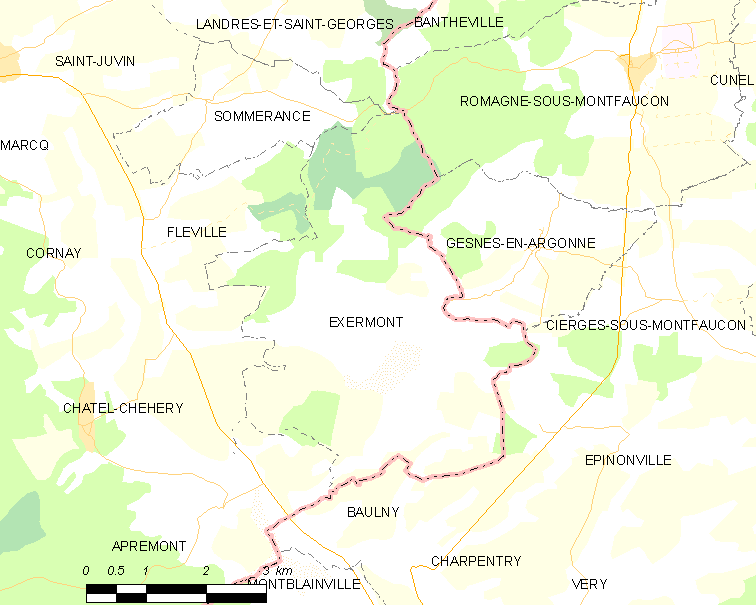
埃克塞尔蒙的OSM定位图

埃克塞尔蒙的时区为UTC+01:00、UTC+02:00（夏令时）。

## 行政
埃克塞尔蒙的邮政编码为08250，INSEE市镇编码为08161。

## 政治
埃克塞尔蒙所属的省级选区为阿蒂尼县。

## 人口

1962-2008年间埃克塞尔蒙人口变化图示

埃克塞尔蒙于2022年1月1日时的人口数量为33人。